# Kaikan Phrase
Kaiken Phrase est un manga écrit et dessiné par Mayu Shinjō. Il est prépublié entre 1997 et 2000 dans le magazine Shōjo Comic et compilé en un total de dix-sept tomes par l'éditeur Shōgakukan. La version française est publiée en intégralité par Pika Édition. Une adaptation en anime produite par Studio Hibari est diffusée entre avril 1999 et mars 2000 sur TV Tokyo.

## Résumé
Aïné a écrit les paroles de la chanson pour un concours, "L'Ange Déchu". Ses amies l'ont poussée à y participer car elle rêve d'être parolière. Mais en apportant ses paroles, une voiture manque de la renverser. Un homme descend de la voiture pour s'assurer qu'elle va bien, il lui donne un pass pour venir le voir lors d'un des concerts du célèbre groupe Lucifer. Désorientée par les yeux bleus de ce magnifique étranger, Aïné oublie les paroles qu'elle avait écrites sur le sol. En voulant rendre visite à ce bel inconnu, elle le découvre sur scène : c'est Sakuya, le chanteur de Lucifer ! Et il chante "L'Ange Déchu" la chanson écrite par Aïné. C'est alors qu'il lui propose de devenir la parolière de Lucifer, mais a une condition : qu'elle n'écrive que des chansons érotiques. Celle-ci finit par accepter, et en même temps qu'elle va être entraînée dans le monde du show-business, elle va aussi tomber dans les bras de Sakuya… C'est le début d'une histoire d'amour qui devra surmonter bon nombre de problèmes. Mais Aïné et Sakuya réussiront à surmonter une à une toutes les épreuves auxquelles ils seront confrontés.